# Peter Remigius
Peter Remigius (* 20. Mai 1939 in Manakudy-Mel) ist ein indischer Geistlicher und emeritierter römisch-katholischer Bischof von Kottar.

## Leben
Peter Remigius empfing am 18. April 1966 die Priesterweihe.
Papst Johannes Paul II. ernannte ihn am 10. November 1989 zum Bischof von Kumbakonam. Die Bischofsweihe spendete ihm der Kardinalpräfekt der Kongregation für die orientalischen Kirchen, Duraisamy Simon Lourdusamy, am 3. Januar des nächsten Jahres; Mitkonsekratoren waren Marianus Arokiasamy, Erzbischof von Madurai, und Venmani Selvanather, Erzbischof von Pondicherry und Cuddalore.
Papst Benedikt XVI. ernannte ihn am 30. Juni 2007 zum Bischof von Kottar. Am 20. Mai 2017 nahm Papst Franziskus seinen altersbedingten Rücktritt an.